# Rectoria de Sant Pere Despuig
La Rectoria de Sant Pere Despuig és una casa del veïnat de Sant Pere Despuig, al municipi de la Vall de Bianya (Garrotxa), inclosa a l'Inventari del Patrimoni Arquitectònic de Catalunya.

## Descripció
Està situada dalt d'un pujolet al costat de l'església parroquial de Sant Pere Despuig i del mas "La Sala". És de planta rectangular i teulat a dues aigües amb els vessants vers les façanes principals. Està unida a l'església pel costat de llevant. Disposa de planta (amb porta central i una finestra a cada costat, emmarcada per grans carreus ben tallats), pis i golfes. Va ser bastida amb carreus ben escairats pels cantoners i les obertures.

## Història
Cal destacar l'ampliació que es va efectuar a la façana de migdia amb tres grans arcades als baixos i dos badius a la part superior. Davant la casa rectoral hi ha l'era que conserva els cairons originals. Igualment com la majoria de cases rectorals de la vall de Bianya, la de Sant Pere del Puig va ser bastida en el decurs del segle xviii o principis del XIX, coincidint amb les obres de remodelació i ampliació del temple.